# Pat Boone
Charles Eugene ”Pat” Boone, född 1 juni 1934 i Jacksonville, Florida, är en amerikansk sångare, skådespelare och författare.
Han slog igenom som sångare i mitten av 1950-talet och hans mjuka sångstil gjorde honom till en av 1950-talets populäraste amerikanska sångare. I början av sin karriär gjorde han bland annat covers på låtar av svarta R&B-artister för den vita publiken.  Han hade också avtal med General Motors och gjorde reklam för deras bilar.  1957-1960 hade han också sitt eget TV-program, The Pat Boone Chevy Showroom. Från 1960-talet har han fokuserat alltmer på gospelmusik.
Som skådespelare har han synts bland annat i filmerna Resan till jordens medelpunkt (1959), Alle man på däck (1961), Goodbye Charlie (1964) och den kristna filmen Korset och stiletten (1970), i vilken han spelade predikanten David Wilkerson.
Boone har engagerat sig för både religiösa och konservativa politiska frågor. Han har också ofta synts i TV-programmet Praise the Lord på den kristna TV-kanalen Trinity Broadcasting Network.

## Diskografi
- Pat (1957)
- Four By Pat (1957)
- Pat Boone (1957)
- Pat's Great Hits (1957)
- Hymns We Love (1957)
- April Love (1957)
- Tenderly (1959)
- Moody River (1961)
- White Christmas (1961)
- Pat Boone's Golden Hits (1962)
- State Fair (1962)
- Ready To Rock
- Something Supernatural (1975)
- Glory Train
- Legends
- Let The Good Time Roll
- Pat's Great Hits (1993)
- In a Metal Mood: No More Mr. Nice Guy (1997)
- Love Letters In The Sand (2007)
- Legacy (2014)

## Filmografi (urval)
- 1957 – April Love
- 1958 – Mardi Gras
- 1959 – Resan till jordens medelpunkt
- 1962 – Vår i kroppen
- 1964 – Goodbye Charlie
- 1970 – Korset och Stiletten
- 2010 – The Rooneys
- 2016 – God's Not Dead 2